# Strond
Strond är en plats på Färöarna, belägen på ön Borðoy och tillhör administrativt Klaksvíks kommun. Via en vägbank är den förbunden med Haraldssund på Kunoy. Strond var tidigare en bebodd by, första gång omnämnd i skrift 1584.. Runt 1930 avfolkades byn och sedan dess har ingen bott här. Platsen är idag känd för att ha ett viktigt värmekraftverk, Stronds kraftverk.